# Нуньес, Франсиско
Франсиско Нуньес Оливейра (исп. Francisco Núñez Olivera, 13 декабря 1904, Эстремадура, Испания — 29 января 2018) — испанский долгожитель, старейший мужчина Испании, старейший мужчина Европы с 13 апреля 2016 года и старейший мужчина планеты с 11 августа 2017 года, после смерти Исраэля Криштала из Израиля, последний участник Испано-франко-марокканской войны.

## Биография
Франсиско родился в Эстремадуре 13 декабря 1904 года. В 19 лет он пошёл в армию и отправился в Марокко, чтобы принять участие в Испано-марроканской войне.
В 1988 году он овдовел. В 90 лет ему удалили почку, а в 98 прооперировали катаракту. В 2013 году, в возрасте 108 лет, он попал в больницу с инфекцией мочевыводящих путей и с тех пор прикован к инвалидному креслу. В последние годы жизни он оглох на одно ухо. 
В августе 2017 года, после смерти Исраэла Криштала, Нуньес стал старейшим живущим мужчиной планеты (хотя официальная верификация его возраста последовала только через 2 дня после его смерти).
Свой последний день рождения Франсиско отметил с дочерью Марией. Когда его спрашивали, сколько лет он хочет прожить, он отвечал, что поживёт ещё пару лет.
Франсиско Нуньес-Оливейра скончался 29 января 2018 года в возрасте 113 лет, 47 дней.

## Образ жизни
Нуньес не придерживался особой диеты, но любимая еда — сыр, который всегда присутствовал в его рационе.
По словам дочери долгожителя, «спал он всего три часа и очень много говорил».

## Рекорды долголетия
- 13 декабря 2016 года Оливейра стал 13-м человеком в Испании, официально достигшим 112-летнего возраста[11][12][13][14][15][16].
- 11 августа 2017 года после смерти Исраэля Криштала стал старейшим живущим мужчиной.
- 13 декабря 2017 года отметил 113-летие[17].